# Höhenkirchener Forst

Lage des Höhenkirchener Forstes im Landkreis München (gemeindefrei bis 2010)

Der Höhenkirchener Forst, auch Höhenkirchner Forst, ist ein Waldgebiet im Landkreis München südöstlich der Stadt München. Es war gemeindefrei, bis es zum 1. Januar 2011 den umliegenden Gemeinden angegliedert wurde.

## Geschichte
Seinen Namen verdankt der Forst dem Ort Höhenkirchen westlich des Forstes, Sitz eines landesherrlichen Forstamtes, das aus Grünwald hierher verlegt worden war. Bis ins 19. Jahrhundert wurden im Höhenkirchener Forst noch große Hofjagden und Sauhatzen abgehalten. Höhenkirchen und Siegertsbrunn wurden im Zuge der Verwaltungsreformen des 19. Jahrhunderts 1818 selbstständige Gemeinden. Der Forst war ein 14,32 km² großes Gemeindefreies Gebiet. Das Staatliche Forstamt bestand hier bis 1973.
Die umliegenden Kommunen Aying, Grasbrunn, Höhenkirchen-Siegertsbrunn und Hohenbrunn hatten zwischen 2003 und 2009 abgestimmte Anträge auf die Eingemeindung von Teilgebieten gestellt, denen die Regierung von Oberbayern mit Rechtsverordnung vom 14. Dezember 2010 und Wirkung zum 1. Januar 2011 entsprach. Zum Auflösungszeitpunkt gehörten alle 70 Flurstücke zur Gemarkung Höhenkirchner Forst. Die Gemarkung wurde zwischenzeitlich aufgehoben.

## Geographie
Das Wald- und Erholungsgebiet liegt südöstlich von München zwischen Siegertsbrunn im Westen, Grasbrunn im Norden, Aying im Süden und Oberpframmern (Landkreis Ebersberg) im Osten. Es erstreckt sich über das Gemeindegebiet von Aying, Grasbrunn, Höhenkirchen-Siegertsbrunn und Hohenbrunn.